# Salir de Matos
Salir de Matos é uma vila portuguesa, sede da Freguesia de Salir de Matos do Município de Caldas da Rainha e situada na região Oeste do país, freguesia com 24,59 km² de área e 2583 habitantes (censo de 2021), e, por isso, uma densidade populacional de 105 hab./km².
Foi antiga vila e sede de concelho, com foral de 1514, tendo este sido extinto no início do século XIX.
Foi elevada a vila por decisão da Assembleia da República, de 4 de outubro de 2024.

## Demografia
A população registada nos censos foi:
| Distribuição da População por Grupos Etários | Distribuição da População por Grupos Etários | Distribuição da População por Grupos Etários | Distribuição da População por Grupos Etários | Distribuição da População por Grupos Etários |
| -------------------------------------------- | -------------------------------------------- | -------------------------------------------- | -------------------------------------------- | -------------------------------------------- |
| Ano                                          | 0-14 Anos                                    | 15-24 Anos                                   | 25-64 Anos                                   | > 65 Anos                                    |
| 2001                                         | 348                                          | 304                                          | 1258                                         | 518                                          |
| 2011                                         | 382                                          | 233                                          | 1379                                         | 589                                          |
| 2021                                         | 290                                          | 251                                          | 1283                                         | 759                                          |

## Património
- Igreja de Salir de Matos